# Крупп, Арон Яковлевич
Аро́н (А́рик) Я́ковлевич Крупп (30 октября 1937, Даугавпилс — 25 марта 1971, Восточный Саян) — советский поэт, бард, классик «туристского» направления в авторской песне.

## Биография
Арик Крупп родился 30 октября 1937 года в латвийском городе Даугавпилсе в семье адвоката Якова Самойловича и учительницы Мины Ароновны. Во время войны семья Круппов жила в эвакуации в Алма-Ате, после войны вернулась в Даугавпилс, откуда переехала сначала в Резекне, потом в Лиепаю. В 1955 поступил на механический факультет Ленинградского института киноинженеров. С третьего курса был отчислен за неуспеваемость. С 1958 по август 1961 служил в армии под Киевом. В 1961 восстановился в ЛИКИ, окончил его в декабре 1964, получив квалификацию инженера-механика, по распределению уехал в Минск, работал инженером-оптиком на Минском механическом заводе имени С. И. Вавилова. Имел два свидетельства об изобретениях.
С 1959 начал писать песни на свои стихи. Был лауреатом конкурсов туристской песни I и II Всесоюзных походов молодёжи в Бресте (1965) и в Москве (1966), участвовал в Новосибирском фестивале в Академгородке (1968). Аккомпанировал себе на семиструнной гитаре. Был председателем первого минского КСП «Свіцязь». Увлекался горным туризмом и альпинизмом, участвовал в сложных походах по Саянам, Кольскому полуострову, Приполярному и Полярному Уралу.
25 марта 1971 Крупп вместе с восемью товарищами погиб под лавиной во время похода в Восточном Саяне на подступах к перевалу Пихтовый (Нижнеудинский район Иркутской области). Похоронен на Чижовском кладбище в Минске.

## Творчество

### Песни
Автор примерно 80 песен. Многие из них стали классикой туристской песни. Наиболее известные:
- «А всё-таки, всё-таки хочется жить»… — «Хочется жить»
- «А люди не стареют, не стареют»… — «Зрелость»
- «А Москва-то полна населением»… — «Демография»
- «А ты уходишь, уезжаешь, улетаешь — дела, дела»… — «Жене»
- «А я по вас соскучился, ребята»… — «Дальние страны»
- «В небе крик журавлей — это песня осенняя»… — «Осенняя песня о зиме»
- «Апатит твою, Хибины, мать»… — «На плато Расвумчорр»
- «В тучи над чёрными крышами»… — «Колыбельная»
- «Ветер бьётся спиной о скалы»… — «Пурга»
- «Всё леса, леса, леса Белорусии»… — «Леса Беларуси»
- «Города, города крепко держат всегда»… — «Города»
- «Давай поговорим о городах»… — «Давай поговорим»
- «Давай решимся без пари»…"
- «Два дня гудим в полярных кабаках»… — «Северная-2»
- «Если женщины и нету»… — «Сигарета»
- «Есть десяток звёзд над головой»… — «Десять звёзд»
- «За растром дождей косых, затяжных»… — «Осенние разъезды»
- «За снегами в горах Хадата приютилась»… — «Метеостанция Хадата»
- «Зови — я ещё не устал»… — «Зови»
- «Когда исчезнут в мире песни»…
- «Листья в реке — жёлтые паруса»… — «Заморозки»
- «Лишь вчера была метель, а теперь оттепель»… — «Апрель»
- «На Запад ночь, а мы навстречу — Сибирь все ближе»… — «Бортпроводница»
- «Над головой небосвод голубой»… — «Три шлюпки»
- «Наш институт хоть и невелик»… — «Гимн Механического факультета ЛИКИ (СПбГУКиТ)»
- «Наши лыжи у печки стоят»… — «Песня о песне»
- «Не от веселья песни были веселы»… — «Проводы»
- «Небо забыло и небо забыто»… — «Дождь»
- «Опять над головой костёр качает дым»… — «Следы ровесников»
- «Поговорили, махнули рукой»… — «Тундра»
- «Пристроились морщиночки промежду глаз»… — «Акселерация»
- «Прошу Вас, не будьте ко мне слишком строги»… — «Письма»
- «С дождями снег — ещё не первый снег»… — «Песня о границе осени и зимы»
- «Сначала год, как год, и месяц — это месяц»… — «Сначала и потом»
- «Тропы раскисли — дождь да распутица»… — «Чёрные совы»
- «Улеглись на просеки, как в ножны»… — «Лыжные следы»
- «Что нам знакомые дома»… — «Сто дорог»
- «Что случилось со мной? Будто всё стороной»… — «Новый год в Крыжовке[2]»
- «Что я натворил, как я разорил и себя, и песни»… — «Что я натворил (Антикавказская)»

### Книги
- Крупп А. «Сначала и потом. Песни и стихи». (Составление Н. Н. Крупп, Л. А. Сахнин, В. И. Подгорный) — М.: 1993. — 60 с.
- Крупп А. Я. «И женщины красивы, и мужчины»… / Сост. Н. Н. Крупп. — 2001. — 352 с.